# Побег в никуда
«Побег в никуда» (англ. Ride in the Whirlwind) — вестерн 1966 года режиссёра Монте Хеллмана c участием Джека Николсона, Милли Перкинс и Гарри Дина Стэнтона. Джек Николсон также был соавтором сценария и сопродюсером.

## Сюжет
Трое ковбоев, Верн (Кэмерон Митчелл), Уэс (Джек Николсон) и Отис (Том Файлер) остановились на ночной отдых в уединённом укрытии скрывающейся от закона банды Слепого Дика (Гарри Дин Стэнтон). Утром их лачугу окружает отряд во главе с шерифом Квинтом Мэйпсом (Брэндон Кэрролл) и его помощником Уинслоу (Джон Хэкетт). Верн, Уэс и Отис были тоже приняты за бандитов. После того, как на предложение сдаться Слепой Дик ответил отказом, начинается перестрелка.
Слепой Дик и Индеец Джо (Руперт Кросс) были схвачены и повешены. Верну и Уэсу удалось сбежать, остальные погибли. Двое ковбоев вынуждены оставить лошадей и бежать через горы, преследуемые отрядом, весь остаток дня и всю ночь. Наконец, они решают укрыться на ферме, взяв в заложники хозяина фермы, Эвана (Джордж Митчел), его жену Кэтрин (Кэтрин Сквайр) и дочь Эбигейл (Милли Перкинс).
На следующий день Уэс и Верн забирают двух лошадей с фермы и пытаются бежать. Эван начинает стрелять и тяжело ранит Верна, ответным выстрелом Уэс убивает Эвана. Вдвоём на одной лошади они пытаются оторваться от погони. Верн просит оставить его с тем, чтобы он задержал отряд. Уэс соглашается и уезжает один.

## В ролях
| Актёр             | Роль        |
| ----------------- | ----------- |
| Кэмерон Митчелл   | Верн        |
| Милли Перкинс     | Эбигейл     |
| Джек Николсон     | Уэс         |
| Кэтрин Сквайр     | Кэтрин      |
| Джордж Митчелл    | Эван        |
| Руперт Кросс      | Индеец Джо  |
| Гарри Дин Стэнтон | Слепой Дик  |
| Джон Хэкетт       | Уинслоу     |
| Том Файлер        | Отис        |
| Б. Дж. Мерхольц   | Эдгар       |
| Брэндон Кэрролл   | Квинт Мэйпс |
| Питер Кэннон      | Хагерман    |
| Уильям А. Келлер  | Рой         |
| Джеймс Кэмпбелл   |             |
| Уолтер Фелпс      |             |
| Чарльз Истмэн     |             |
| Гари Кент         |             |

## Интересные факты
- Премьера фильма в мире: 21 июня 1969
- В титрах «Побега в никуда» Джек Николсон значится не только исполнителем главной роли, но и автором сценария; сам Хеллман почтительно звал его соавтором, хотя и вырезал из сценария столько диалогов, сколько смог.[1]